# Mistrovství světa v boxu 2019
XX. mistrovství světa v boxu proběhlo v Jekatěrinburgu, Rusko ve dnech 9. až 21. září 2019. Organizátorem turnaje mistrovství světa byla International Boxing Association (AIBA).

## Česká stopa
Šéftrenér reprezentace: Vasilij Larionov
Na mistrovství světa startovali za Česko 2 boxeři:
- −63 kg: Petr Novák (*1999) z SKP Sever Ústí nad Labem
- −75 kg: Miloš Batrl (*1994) z SC Nové Strašecí

## Výsledky
| Muži   | Zlato                         | Stříbro                    | Bronz                       | Bronz                    |
| ------ | ----------------------------- | -------------------------- | --------------------------- | ------------------------ |
| –52 kg | Shahobiddin Zoirov (UZB)      | Amit Panghal (IND)         | Billal Bennama (FRA)        | Saken Bibosynov (KAZ)    |
| –57 kg | Mirazizbek Mirzaxalilov (UZB) | Lázaro Álvarez (CUB)       | Erdenebatyn Cendbátar (MGL) | Peter McGrail (ENG)      |
| –63 kg | Andy Cruz (CUB)               | Keyshawn Davis (USA)       | Manish Kaushik (IND)        | Ovanes Bačkov (ARM)      |
| –69 kg | Andrej Zamkovoj (RUS)         | Patrick McCormack (ENG)    | Abylajhan Džusipov (KAZ)    | Bobo-Usmon Baturov (UZB) |
| –75 kg | Gleb Bakši (RUS)              | Eumir Marcial (PHI)        | Hebert Conceição (BRA)      | Tursynbaj Kulahmet (KAZ) |
| –81 kg | Bekzad Nurdauletov (KAZ)      | Dilshodbek Ro‘zmetov (UZB) | Julio César La Cruz (CUB)   | Benjamin Whittaker (ENG) |
| –91 kg | Muslim Gadžimagomedov (RUS)   | Julio Castillo (ECU)       | Radoslav Pantaleev (BUL)    | Vasilij Levit (KAZ)      |
| +91 kg | Bahodir Jalolov (UZB)         | Kamšybek Konkabajev (KAZ)  | Maxim Babanin (RUS)         | Justis Huni (AUS)        |

## Medailová bilance
V boxu se rozdělilo celkem 8 sad medailí.
| Pořadí | Stát             |       | Muži    | Muži  | Muži | Celkem |
| Pořadí | Stát             | Zlato | Stříbro | Bronz |      | Celkem |
| ------ | ---------------- | ----- | ------- | ----- | ---- | ------ |
| 1.     | Uzbekistán (UZB) |       | 3       | 1     | 1    | 5      |
| 2.     | Rusko (RUS)      |       | 3       | 0     | 1    | 4      |
| 3.     | Kazachstán (KAZ) |       | 1       | 1     | 4    | 6      |
| 4.     | Kuba (CUB)       |       | 1       | 1     | 1    | 3      |
| 5.     | Anglie (ENG)     |       | 0       | 1     | 2    | 3      |
| 6.     | Indie (IND)      |       | 0       | 1     | 1    | 2      |
| 7.     | Ekvádor (ECU)    |       | 0       | 1     | 0    | 1      |
| 7.     | Filipíny (PHI)   |       | 0       | 1     | 0    | 1      |
| 7.     | USA (USA)        |       | 0       | 1     | 0    | 1      |
| 10.    | Arménie (ARM)    |       | 0       | 0     | 1    | 1      |
| 10.    | Austrálie (AUS)  |       | 0       | 0     | 1    | 1      |
| 10.    | Brazílie (BRA)   |       | 0       | 0     | 1    | 1      |
| 10.    | Bulharsko (BUL)  |       | 0       | 0     | 1    | 1      |
| 10.    | Francie (FRA)    |       | 0       | 0     | 1    | 1      |
| 10.    | Mongolsko (MGL)  |       | 0       | 0     | 1    | 1      |
| Celkem | Celkem           |       | 8       | 8     | 16   | 32     |